# Argentina na Letních olympijských hrách 1972
Argentina se účastnila Letní olympiády 1972 v německém Mnichově ve 12 sportech. Zastupovalo ji 92 sportovců, konkrétně 88 mužů a 4 ženy.

## Medailové pozice
| Medaile | Jméno           | Sport     | Disciplína |
| ------- | --------------- | --------- | ---------- |
| Stříbro | Alberto Demiddi | Veslování | skif       |